# Жень Цзивей
Жень Цзивей (кит.: 任子威) — китайський ковзаняр, спеціаліст з бігу на короткій доріжці, олімпійський чемпіон та медаліст, призер чемпіонатів світу. 
Срібну олімпійську медаль Жень виборов на Пхьончханській олімпіаді 2018 року  разом із товаришами з китайської команди в естафеті на 5000 м. 

## Олімпійські ігри
| Рік  | Місто                     | 500 метрів | 1000 метрів | Е | ЗЕ |
| ---- | ------------------------- | ---------- | ----------- | - | -- |
| 2018 | Пхьончхан, Південна Корея | 6          | PEN         | 2 | —  |
| 2022 | Пекін, Китай              |            | 1           |   | 1  |

## Зовнішні посилання
- Досьє на сайті Міжнародного союзу ковзанярів [Архівовано 1 травня 2018 у Wayback Machine.]

## Виноски
1. 1 2  https://www.olympedia.org/athletes/136984
2. ↑  Men's 5000 metre relay results. Архів оригіналу за 16 грудня 2019. Процитовано 30 квітня 2018.